# August Lohr
August Lohr, auch August Löhr (* 26. August 1842 in Hallein; † 4. Februar 1920 in Mexiko-Stadt, Mexiko), war ein in den Vereinigten Staaten und in Mexiko tätiger österreichischer Landschafts- und Panoramenmaler.

## Leben

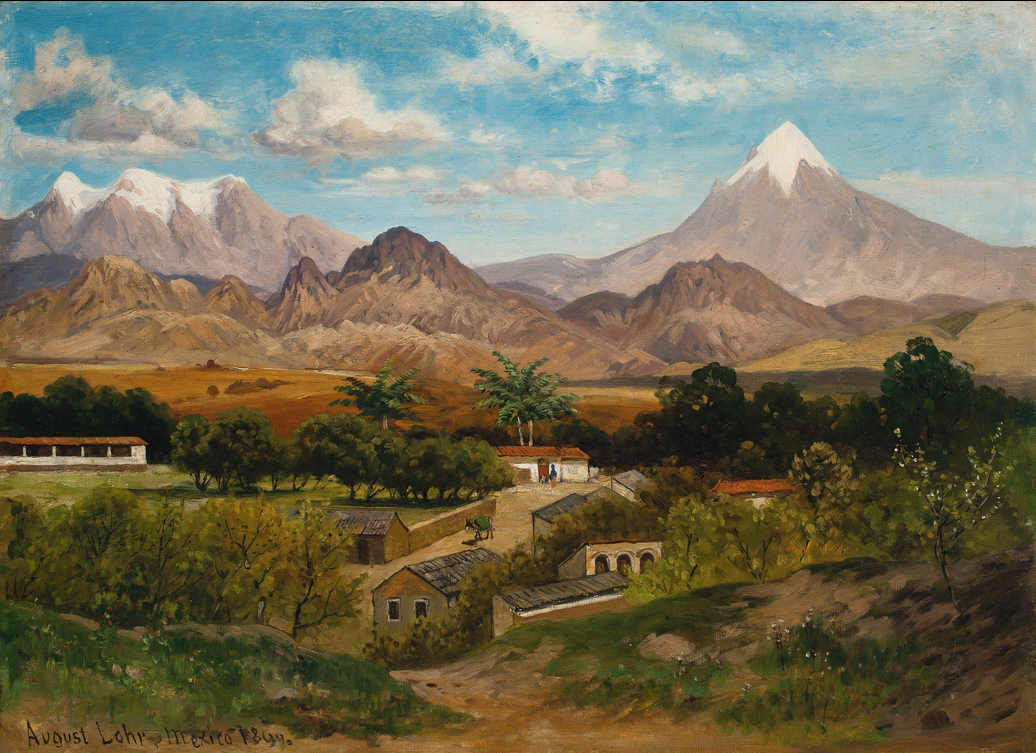
Ansicht von Cuernavaca mit den Vulkanen

Geboren als Sohn eines Seifensieders, studierte Lohr Malerei seit dem 30. Oktober 1862 in der Antikenklasse der Königlichen Akademie der Künste in München bei Carl Theodor von Piloty. 
In München wurde er als freischaffender Landschaftsmaler tätig. Als solcher war er in den Jahren 1874 bis 1880 auf verschiedenen deutschen Ausstellungen vertreten. Von 1879 bis 1881 half Lohr dem Münchner Kunstprofessor Louis Braun bei der Erstellung des Panoramabildes der Schlacht von Sedan sowie zweier weiterer Schlachtpanoramen. 1884 beaufsichtigte Lohr die Installation des Sedan-Panoramas in New Orleans. 
Im April 1885 kam August Lohr an Bord des Dampfschiffs „Fulda“ gemeinsam mit Hermann Michalowski und Franz Rohrbeck, Friedrich Wilhelm Heine und Bernhard Schneider erneut nach Amerika. Lohr half dort William Wehner, dessen American Panorama Company mit dem Firmensitz in Milwaukee aufzubauen. Diese Firma beauftragte die Künstler, mindestens sieben Panoramabilder zu malen.   
Von 1887 bis 1890 betrieb Lohr mit Heine die Firma Lohr & Heine Panorama Company, die das Wells Street Studio von der American Panorama Company übernahm. 
Um 1890 kam Lohr nach Mexiko, wo er viele Landschaftsbilder schuf. Im Jahre 1899 war Lohr wieder für Wehner in San Francisco tätig und kehrte dann nach Mexiko zurück.